# Curtiss SB2C Helldiver
Curtiss SB2C Helldiver byl americký jednomotorový celokovový palubní střemhlavý bombardér z období druhé světové války. Typ byl nástupcem letounu Douglas SBD Dauntless.
První prototyp vzlétl již roku 1940. Jeho výroba se však pozdržela a tak první sériové stroje začaly být bojově používány až v roce 1943. Kladem Helldiverů byl silný motor a možnost nést větší množství bomb, jeho záporem byly problémy s ovládáním. Mezi piloty nebyl typ oblíben, vysloužil si dokonce „překlad“ typového označení SB2C jako „Son of a Bitch, 2nd Class“. Celkem bylo vyrobeno 7140 kusů.
Stroje byly užívány zejména v bojích v Tichomoří, ale i na jiných bojištích, kde působily letadlové lodě USA a Velké Británie. Po druhé světové válce byly nepotřebné letouny dodávány do mnoha států (např. Francie, Řecko, Itálie, Portugalsko, Thajsko).

## Vývoj

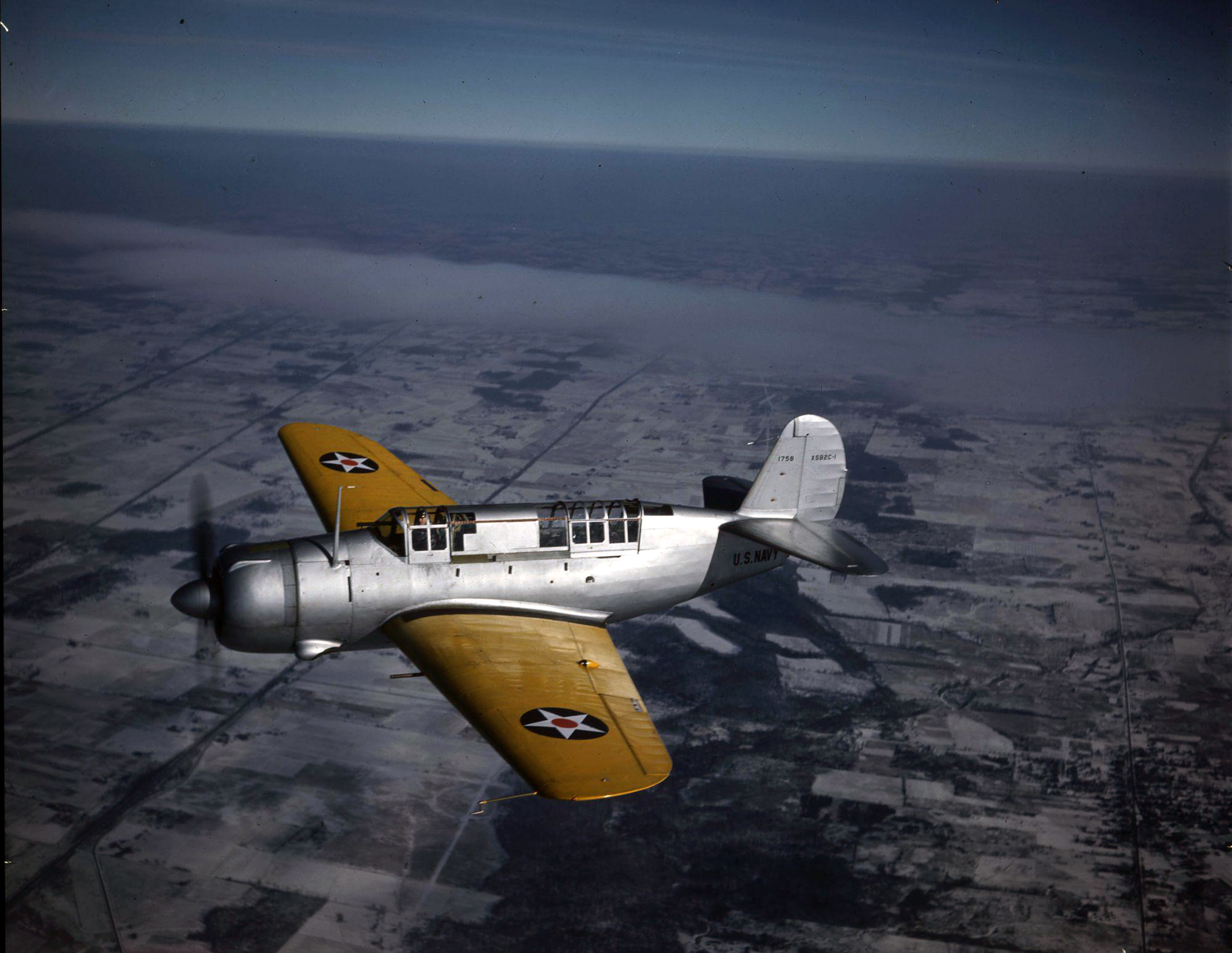
Prototyp Curtiss XSB2C-1 Helldiver při svém prvním letu

Práce na prototypu Curtiss XSB2C-1 započaly v květnu 1939, první let vykonal 18. prosince 1940 v Buffalu stát New York. Nový letoun měl zabudován motor Wright R-2600 Cyclone o běžném výkonu 1103 kW, který roztáčel třílistou vrtuli. Hlavňová výzbroj sestávala ze čtyř kulometů ráže 12,7 mm v trupu a křídle, střelec obsluhoval dvojici kulometů ráže 7,62. Pumovnice mohla pojmout torpédo Mk.13, nebo pumu o hmotnosti 800 kg. Již 9. února 1941 první prototyp s vážnými problémy se stabilitou havaroval. Po opravě prošel řadou dalších úprav a pokračoval nadále v testech.

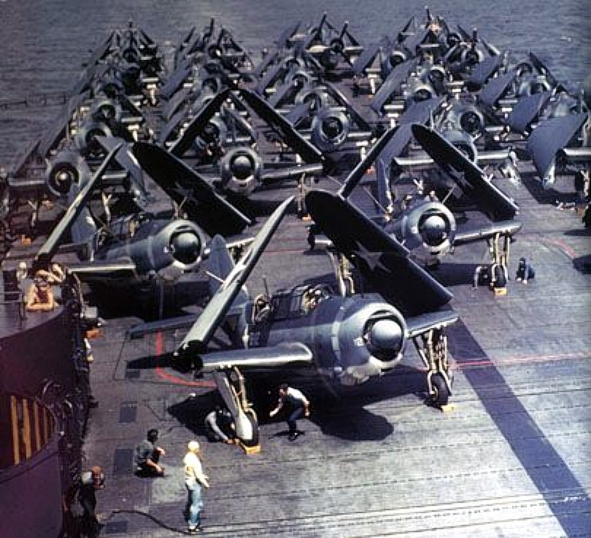
SB2C-1 na palubě lodi USS Yorktown (CV-10) v roce 1943

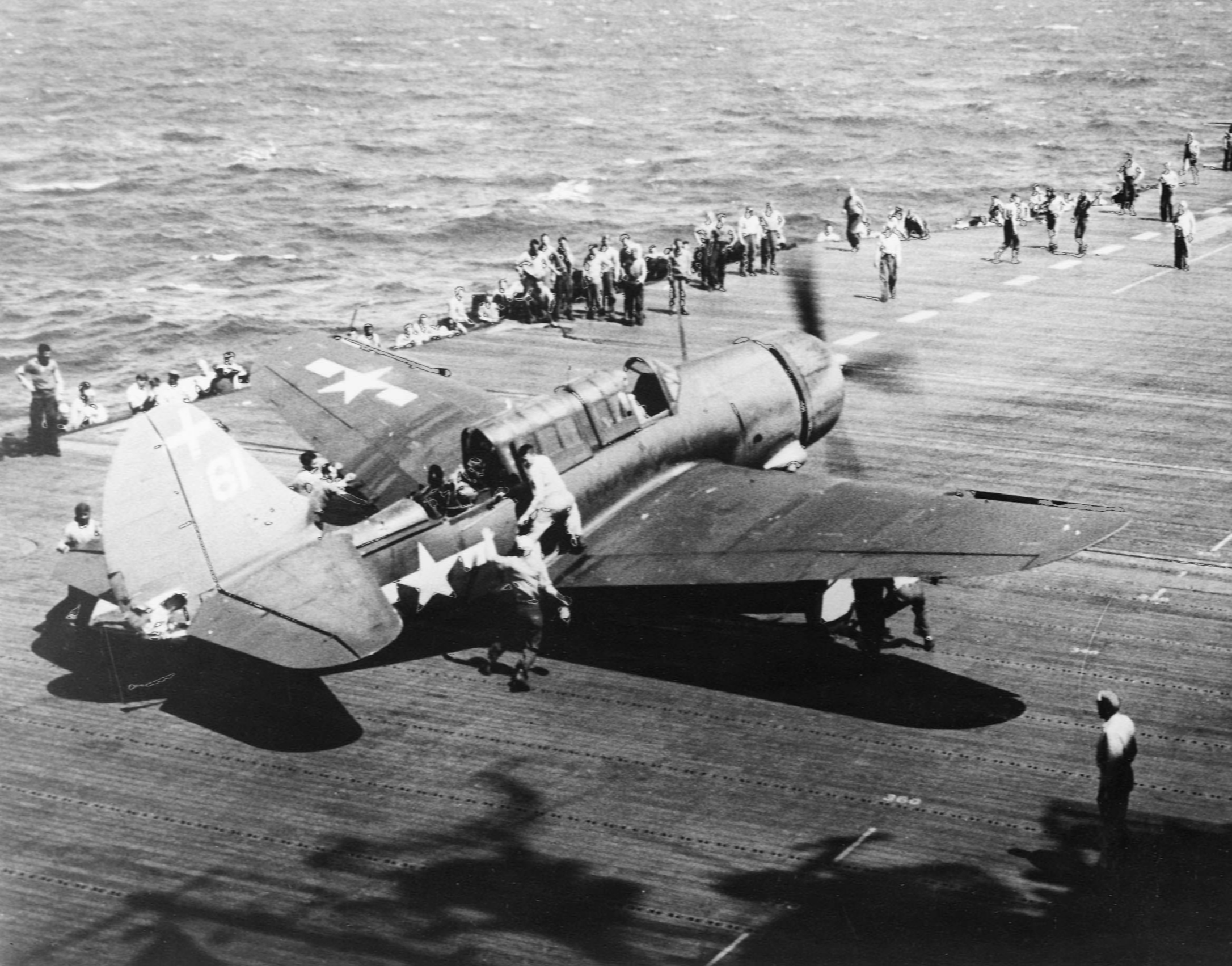
Curtiss SB2C-3 Helldiver jednotky VB-18, USS Intrepid (CV-11), 1944

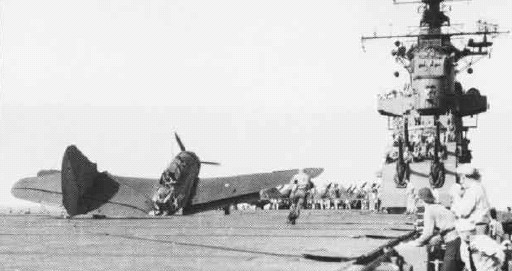
Nepovedené přistání stroje VB-17 SB2C-1 na lodi USS Bunker Hill (CV-17), 1943.

Dne 30. června 1942 vzlétl značně upravený Curtiss SB2C-1, následovaný čtrnácti dalšími stroji určenými k intenzivním zkouškám. Oproti prototypu měly nové letouny překonstruované a zpevněné ocasní plochy, kulomety z trupu se přemístily do křídla, přibyly dva závěsníky pum pod křídlo a reflexní zaměřovač. V červnu 1942 zahájila provoz nová výrobní linka společnosti Curtiss Wright ve městě Columbus ve státě Ohio, která započala se sériovou výrobou Helldiverů.
První operační jednotkou US Navy se s letouny SB2C-1 v říjnu 1943 stala VB-17, působící v té době na palubě USS Bunker Hill (CV-17). Její velitel, LCdr. James Everett "Moe" Vose Jr., vedl 23 strojů své jednotky při premiérovém náletu na přístav Rabaul. Při útoku byl 11. listopadu potopen torpédoborec Suzunami a poškozeny křižníky Agano, Yubari a další tři torpédoborce.
Od 200. vyrobeného letounu se nová série označovala SB2C-1C, která byla vyzbrojena dvěma kanóny ráže 20 mm. Pohon zajišťoval stejně jako u předchozí verze motor Wright R-2600-8 Cyclone o výkonu až 1250 kW. Celková produkce SB2C-1C dosáhla počtu 778 kusů, z nichž 26 obdrželo v rámci zákona o půjčce a pronájmu britské námořnictvo (sériová čísla JW100-JW125). Stroje byly vyrobeny kanadskou firmou Canadian Car and Foundry Co. z Montréalu pod typovým označením SBW-1B. Převzala je 1820. squadrona Royal Navy, zformovaná v dubnu 1944 v Squantumu na území USA. Jednotka se nalodila na doprovodnou letadlovou loď Arbiter, která odplula do Británie. Tam byla 1820. squadrona v prosinci 1944 zrušena a z většiny Helldiverů Mk.I se staly učební pomůcky pro výcvik mechaniků, nebo byly vráceny do USA. JW117 byl předán do zkušebního střediska RAE ve Farnborough k porovnávacím zkouškám s jinými americkými střemhlavými bombardéry.
V létech 1942 až 1944 probíhala výroba 900 mírně odlišných pozemních strojů A-25A pro americké armádní letectvo (USAAC).
Australské letectvo RAAF po zkouškách u 1. APU v Lavertonu deseti dodaných A-25A-15-CS stroje vrátilo do USA a objednávka na 250 kusů byla zrušena.
Na jaře 1944 se započalo s výrobou varianty SB2C-3 s pohonnou jednotkou Wright R-2600-20 s výkonem až 1471 kW a se čtyřlistou vrtulí Curtiss Electric. Celkem bylo mateřským závodem vyrobeno 1112 exemplářů, 413 strojů v licenci postavila kanadská firma Canadian Car and Foundry a 150 kusů bylo vyrobeno u Fairchild-Canada (SBF-1). Část letounů dostala i radar AN/APS-4 s anténou v pouzdře pod pravou polovinou křídla, které nesly označení SB2C-3E.
Subvarianta Curtiss SB2C-3E Helldiver byla doplněna o vyhledávací radar AN/APS-4, který byl umístěn pod pravou polovinou křídla.
Na základně Anacostia byl zkoušen prototyp XSB2C-2 opatřený plováky, celý projekt byl však k 14. dubnu 1944 zrušen jako neperspektivní.
V červnu 1944 již měly Helldivery jednotky VB-1 na USS Yorktown, VB-2 na USS Hornet (CV-12), VB-8, která na USS Bunker Hill nahradila VB-17, VB-14 na palubě USS Wasp (CV-18) a VB-15 na USS Essex (CV-9).
2045 vyrobených letounů typu SB2C-4 mělo perforované brzdící klapky, aerodynamický kryt kuželu čtyřlisté vrtule a eventuálně čtyři závěsníky pro rakety HVAR pod každou polovinou křídla. Malá okénka za překrytem pilotní kabiny byla odstraněna. Radarových SB2C-4E vzniklo u společností CC and F (SBW-4E) a Fairchild (SBF-4E) celkem 370.
V únoru 1945 s těmito letouny operovala např. jednotka VB-3 z paluby americké letadlové lodi USS Yorktown (CV-10) v Pacifiku.
Verze SB2C-5 se zvětšenou zásobou pohonných hmot byla opět dodávána bez krytu vrtulového kužele, posuvný kryt pilotní kabiny byl bez rámování. Celkem bylo postaveno 470 kusů, dalších 85 vzniklo v Kanadě jako SBW-5. Počátkem roku 1949 odebralo Řecké královské letectvo (RHAF) 41 strojů.
Ze dvou draků SB2C-3 byly upraveny stroje SB2C-6 s delším trupem a zvětšenou zásobou paliva pro motor Pratt & Whitney R-2800-28 Double Wasp o výkonu 1556 kW.

## Uživatelé

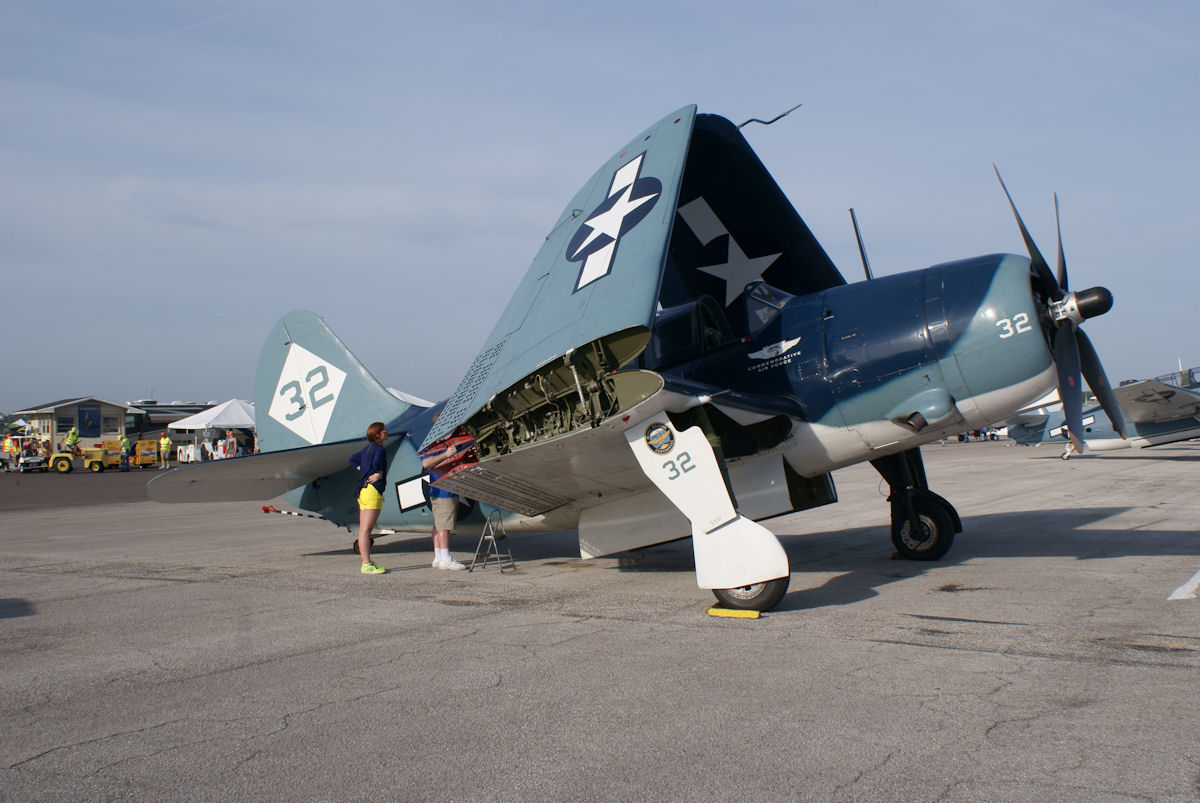
Curtiss SB2C-5 Helldiver (BuNo 83589)

- Austrálie
- Francie
- Itálie
- Portugalsko
- Řecko
- Thajsko
- USA
- Velká Británie

## Specifikace (SB2C)

### Technické údaje
- Osádka: 2
- Rozpětí: 15,163 m
- Délka: 11,201 m
- Výška: 4,496 m
- Nosná plocha: 39,20 m²
- Hmotnost prázdného letounu: 4588 kg
- Vzletová hmotnost: 6202 kg
- Max. vzletová hmotnost: 7620
- Pohonná jednotka: 1 × dvouhvězdicový vzduchem chlazený čtrnáctiválec Wright R-2600-20
- Výkon motoru: 1900 hp (1420 kW)

### Výkony
- Rychlost: 473 km/h
- Dostup: 7620 m
- Stoupavost: 8,9 m/s
- Dolet: 1931 km

### Výzbroj
- 2 × 20mm kanón AN-M2 v křídle
- 2 × 7,62mm kulomet Browning ve hřbetním střelišti
- 907 kg pum (1 × torpédo Mk. 13 nesené v pumovnici či 2× puma o hmotnosti 227 kg na závěsnících pod křídlem)